# Léna Mauger
Léna Mauger (née en 1983) est une journaliste française.

## Biographie
En 2009, elle est lauréate de la bourse de la fondation Lagardère pour son projet Merveilleuse et heureuse Toyota City, qui raconte la chute de la ville d'Aichi au Japon, frappée par la crise financière. Publié en octobre 2010 dans la revue XXI, son reportage devient un web-documentaire intitulé Toyota City, visible sur le site Internet France5.fr.
En 2014, elle publie Les Évaporés du Japon avec le photographe Stéphane Remael, une enquête sur le phénomène des disparitions volontaires,,.
En mai 2018, elle devient rédactrice en chef de XXI et 6Mois aux côtés de Marion Quillard. Elle quitte ce poste en mai 2022, puis rejoint la revue Kometa, dont elle est cofondatrice et rédactrice en chef. C'est un trimestriel qui se consacre notamment à l'Europe de l'Est.

## Distinctions reçues
- 2009 : Bourse journaliste de presse écrite de la fondation Jean-Luc Lagardère[1]